# ستان إيفانز
ستان إيفانز (بالإنجليزية: Stanley George Evans)‏ هو سياسي أسترالي، ولد في 14 يوليو 1930. حزبياً، نشط في تحالف الليبرالية والريفي وحزب أستراليا الليبرالي (فرع جنوب أستراليا) ‏.

## مناصب
- انتخب Member of the Adelaide Hills Council ‏ وقد انضم خلال فترته النيابية ( – 2006)  للكتلة البرلمانية حزب أستراليا الليبرالي (فرع جنوب أستراليا) [الإنجليزية]‏.
- انتخب عضو مجلس النواب جنوب أستراليا من الجمعية عن دائرة Electoral district of Davenport [الإنجليزية]‏ وقد انضم خلال فترته النيابية (7 ديسمبر 1985 – 10 ديسمبر 1993)  للكتلة البرلمانية مستقل.
- انتخب عضو مجلس النواب جنوب أستراليا من الجمعية عن دائرة Electoral district of Fisher [الإنجليزية]‏ وقد انضم خلال فترته النيابية (30 مايو 1970 – 6 ديسمبر 1985)  للكتلة البرلمانية تحالف الليبرالية والريفي.
- انتخب عضو مجلس النواب جنوب أستراليا من الجمعية عن دائرة Electoral district of Onkaparinga [الإنجليزية]‏ وقد انضم خلال فترته النيابية (2 مارس 1968 – 29 مايو 1970)  للكتلة البرلمانية تحالف الليبرالية والريفي.